# دبور
الزُّنْبُور (جمعها زنابير) أو الزِّنْبَار، يطلق عليه أيضا اسم الدَّبُّور (جمعها دبابير) وهو أيضا اسم للكبير منه، هو مصطلح لأي حشرة من رتبة غشائيات الأجنحة ورتيبة ذوات الخصر التي هي ليست من النحل ولا النمل. تعيش كالنحل في المستعمرات وكلها لا تنتج العسل باستثناء أنواع جنسي زنبور العسل و بوليبية التي تنتج العسل. ولكل نوع تقريبًا من الآفات الحشرية نوع واحد على الأقل من الدبابير يفترسها أو يتطفل عليها، مما يجعل الزنابير تلعب دورًا عظيم الأهمية في التحكم الطبيعي في أعداد تلك الآفات، أو المكافحة الأحيائية الطبيعية لها. ويتزايد استخدام الزنابير الطفيلية في مكافحة الآفات الزراعية حيث إنها تفترس الآفات الحشرية في المقام الأول وتأثيرها طفيف على المحاصيل.

## التسمية
الزُّنْبُور تسمية عربية فصيحة، والزِّنْبَار لغة فيها، وهما اسمان عامان لهذا الصنف من ذوات الجناحين للصغير والكبير، ويطلق عليه أيضا اسم الدَّبْر، أما بخصوص دبُّور، فهي مولَّدة وأقدم ذكر لها جاء في القرن الثاني عشر الهجري (الثامن عشر الميلادي) في كتاب تاج العروس من جواهر القاموس لمرتضى الزبيدي ولعلها تصحيف "دَبْر"، قالَ ابْنُ السِّكِّيت: الدَّبْرُ النَّحْلَ، وجَمْعُه: دُبُورٌ» [تهذيب اللغة]، «قال الأصمعيّ: [الدَّبْرُ] لا واحِدَ لها، و يجمع على: دُبُورٍ. ويُقال للزنابير أيضًا: دَبْر» [الصحاح]، «والدَّبُورُ، بِفَتْحِ الدَّالِ: النَّحْلُ، لَا وَاحِدَ لَهَا مِنْ لَفْظِهَا، وَيُقَالُ لِلزَّنَابِيرِ أَيضًا دَبْرٌ. وحَمِيُّ الدَّبْرِ: عَاصِمُ بْنُ ثَابِتِ بْنِ أَبي الأَفلح الأَنصاري مِنْ أَصحاب سَيِّدِنَا رَسُولِ اللَّهِ، صَلَّى اللَّهُ عَلَيْهِ وَسَلَّمَ، أُصيب يَوْمَ أُحد فَمَنَعَتِ النَّحْلُ الْكُفَّارَ مِنْهُ، وَذَلِكَ أَن الْمُشْرِكِينَ لَمَّا قَتَلُوهُ أَرادوا أَن يُمَثِّلُوا بِهِ فَسَلَّطَ اللَّهُ عز وجل عَلَيْهِمُ الزَّنَابِيرَ الْكِبَارَ تَأْبِرُ الدَّارِعَ فَارْتَدَعُوا عَنْهُ حَتَّى أَخذه الْمُسْلِمُونَ فَدَفَنُوهُ»، تستخدم تسمية الدَّبُّور في بلاد الشام للإشارة إلى الكبير منه، ولعل اسم الكبير فصيحه "السُّرْمَان"، جاء في لسان العرب لابن منظور: «والسُّرْمَان: ضرب من الزنابير أصفر وأسود، وفي التهذيب: صفر، ومنها ما هو مُجزَّع بحمرة وصفرة وهو من أخبثها، ومنها سُودٌ عظام». قال الفريق أمين المعلوف في كتابه معجم الحيوان أن اسم زنبور يشير إلى الكبير من تلك الحشرات، إلا أنها تتناقض مع ما ورد في كتاب حياة الحيوان الكبرى لكمال الدين الدميري  والمراجع القديمة الأخرى التي ذُكرت فيها أن لهذه الحشرة أنواع مختلفة ليست فقط الكبيرة.

## التصنيف

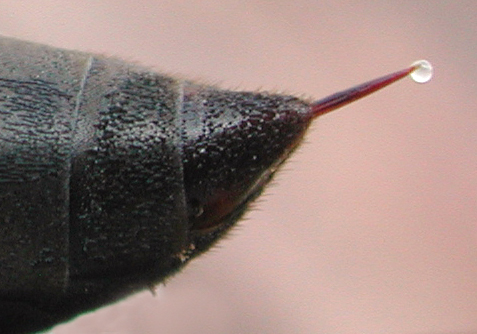
حمة زنبور، مع قطرة من سم الزُّعَاف

معظم أنواع الزنابير (تقريبا أكثر من 100,000 نوع) «طفيلية» (المعروف تقنيا باسم الطفيليات)، في كثير من الأحيان ماتستخدم المسرأ لوضع البيض مباشرة في جسم المضيف.
أغلب الزنابير المعروفة تنتمي إلى ذوات الحمة أحد أقسام رتيبة ذوات الخصر، التي لديها يتم تكييف المسرأ إلى لسعة سامة (فينوم)، بالرغم من أن عدد كبير من أنواع ذوات الحمة لا تلسع.
وتشمل ذوات الحمة أيضا النمل والنحل، وبشكل خاطئ عدد كبير من الزنابير يظن أنها للوهلة الأولى أنها نحل، والعكس بالعكس. وفي تقدير مماثل، يوجد نمل يسمى «النمل المخملي» (فصيلة نمل مخملي) من الناحية الفنية تعتبر زنابير.

## الصفات
تندرج الأنواع المختلفة من الزنابير إلى أحد الفئتين رئيسيتين:
- زنابير انفرادية: تعيش البالغة منها وتعمل وحدها، ومعظمها لاتبني اعشاش؛ والكبار خصبة.
- زنابير اجتماعية: عكس الزنابير الانفرادي تعيش في مستعمرات يصل عددها إلى عدة آلاف، وتبني الأعشاش، ولكن في بعض الحالات وليس كلها. وفي بعض الأنواع تتزاوج الملكة والذكور، في حين أن الغالبية العظمى من المستعمرة تتكون من عاملات عقيمة.

## الخصائص

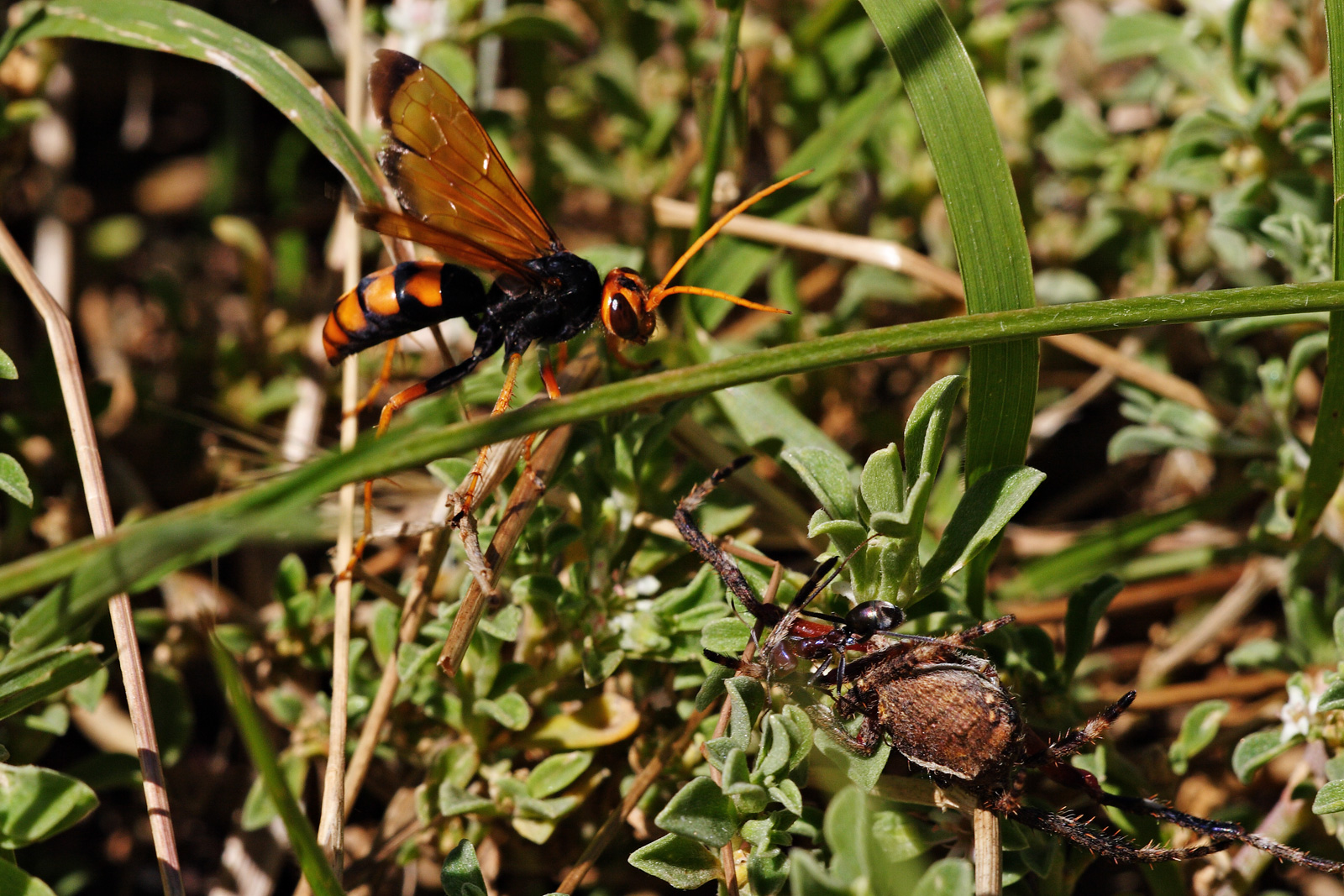
الزنبور صائد العناكب، Heterodotonyx bicolor، مع فريسة

تتميز معظم الزنابير بالخصائص التالية:
- زوج من الأجنحة (ما عدا الأشكال عديمة الأجنحة أو مختزلة الأجنحة في جميع إناث النمل المخملي (Mutillidae)، فصيلة برادينوبينيديا (Bradynobaenidae)، العديد من ذكور زنبور ثمار التين (Agaonidae)، العديد من إناث الزنابير النِّمْس (Ichneumonidae)، البراكونيات (Braconidae)، دبابير الزهرة (Tiphiidae)، الزنابير اللامعة (Scelionidae) وروبالوسوماتيديا (Rhopalosomatidae)، البليمات الحقيقية (Eupelmidae)، والعديد من الفصائل الأخرى).
- مسرأ أو سن لاسع (والذي يوجد لدى الإناث فقط نظرًا لأنه مشتق من المسرأ أو حامل البيض، وهو عضو جنسي أنثوي).
- بضع شعرات سميكة أو دون شعرات على الإطلاق، (على عكس النحل)؛ ما عدا فصائل النمل المخملي (Mutillidae) وبرادينوبينيديا (Bradynobaenidae) والسكوليديات (Scoliidae).
- جميع الزنابير تقريبا برية؛ ولا يوجد سوى القليل فقط من المجموعات الطفيلية مائية.
- تعتبر حشرات مفترسة أو طفيلية تتطفل في الغالب على الحشرات البرية الأخرى؛ فمعظم أنواع اللقيات (على سبيل المثال صائد الرتيلاء (tarantula hawk)، تتخصص في استخدام العناكب كفريسة، كما تستخدم الزنابير الطفيلية العناكب أو العنكبوتيات الأخرى كعوائل إنجابية.
- لديها زوج من المخالب.

## معرض الصور

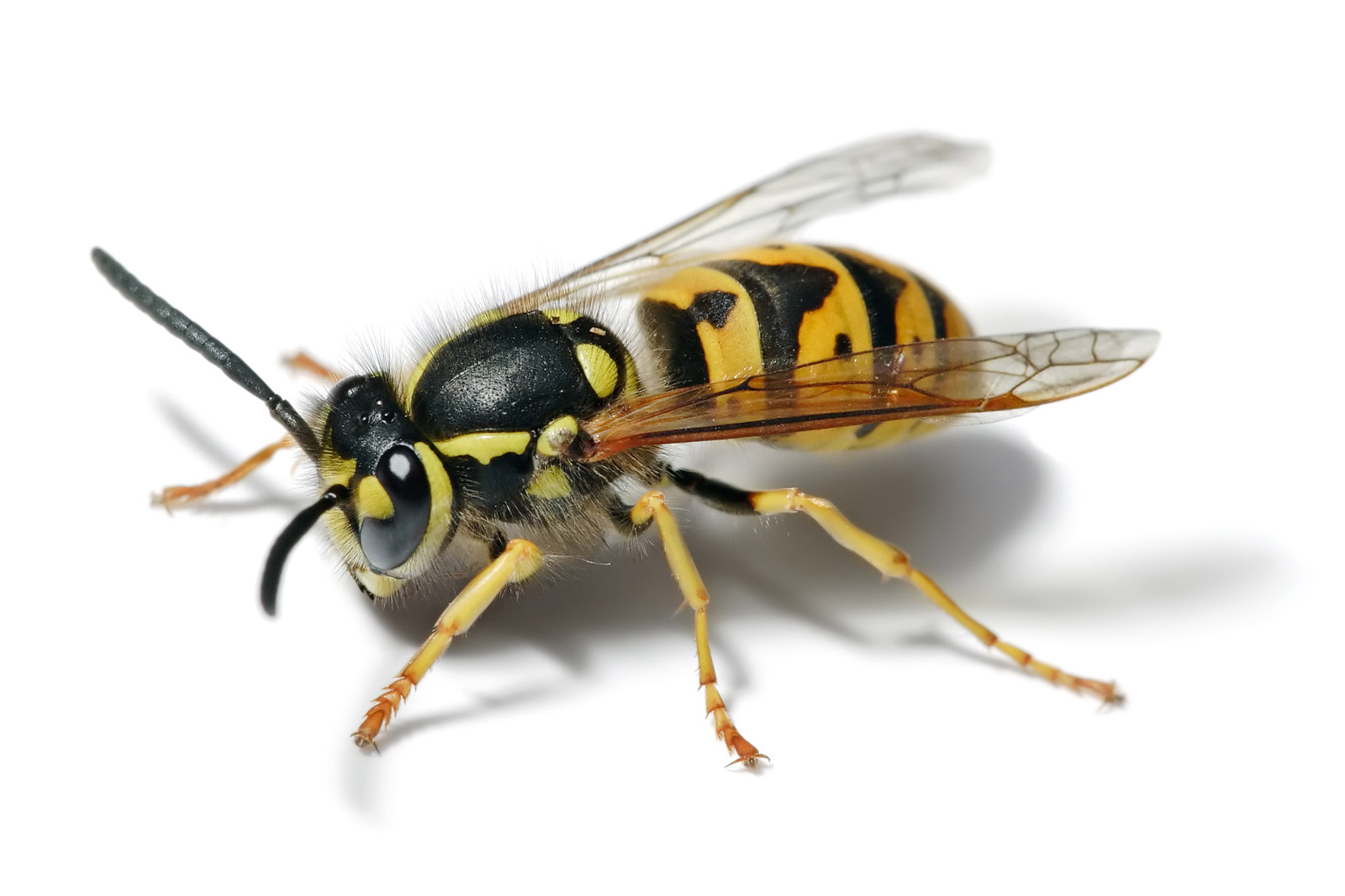
زنبور ألماني
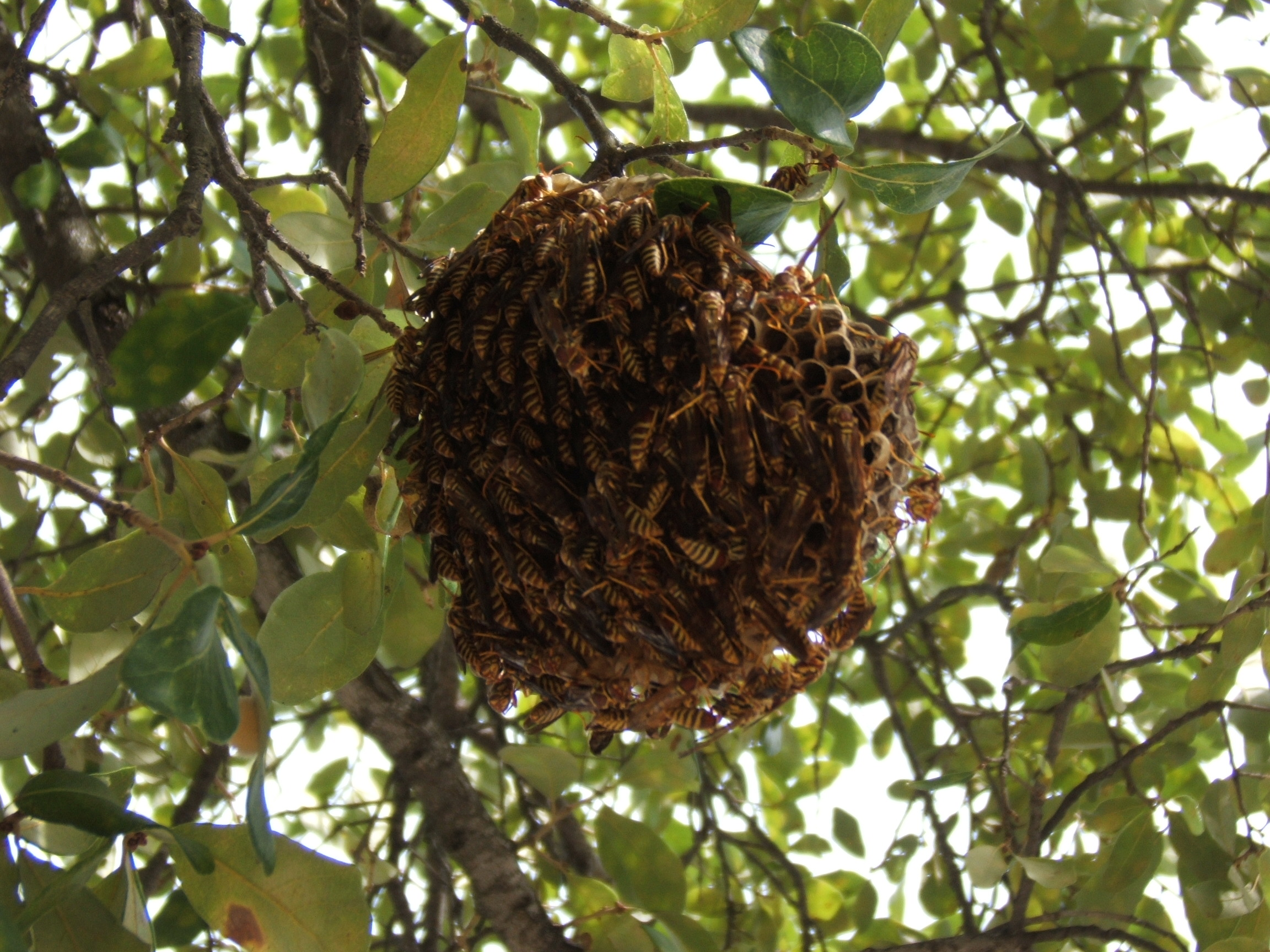
عش زنابير
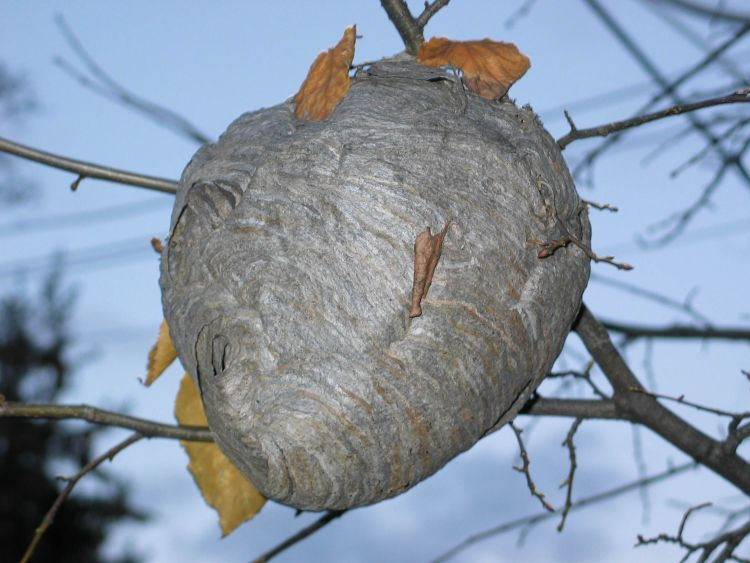
عش زنابير
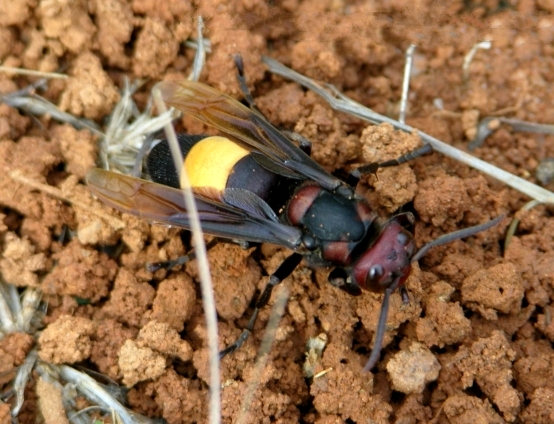
زنبور هندي
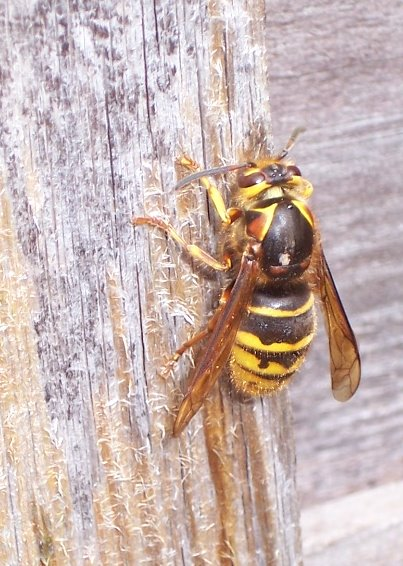
زنبور يدلك الخشب للحصول على الألياف المستخدمة في بناء عش